# Júlio César Ribeiro
Julio Cesar Ribeiro (São Paulo, 1 de janeiro de 1933 — São Paulo, 2 de fevereiro de 2018) foi um publicitário brasileiro, fundador da agência Talent.
Começou na publicidade em 1958, na McCann Erickson. Passou pela Denison, Alcântara Machado e posteriormente MPM. Em 1967, fundou a sua primeira agência: Julio Ribeiro Mihanovich Publicidade, juntamente com Armando Mihanovich. Saiu da MPM em 1980 para fundar a Talent.
Apesar de já ter trabalhado com três áreas de publicidade diferentes, como criação, pesquisa e planejamento, é mais reconhecido pela última, sendo considerado um dos maiores especialistas nessa área da publicidade brasileira.[carece de fontes?]
Foi o "Publicitário do Ano" no Prêmio Colunistas de 1970, além de obter quatro prêmios no Prêmio Caboré. Escreveu os livros Tudo que você queria saber sobre propaganda e ninguém teve paciência para explicar (co-autor), sobre técnicas da propaganda, e Fazer Acontecer, sobre a experiência da Talent no planejamento de comunicação em grandes corporações. Julio ficou na Talent até 2015. Morreu em 2 de fevereiro de 2018 por complicações de um AVC.